# والری زلوپوکین
والری زلوپوکین (روسی: Валерий Михайлович Зелепукин؛ زادهٔ ۱۷ سپتامبر ۱۹۶۸) بازیکن هاکی روی یخ اهل روسیه است.
وی همچنین برندهٔ جوایزی همچون جام استنلی شده‌است.
از باشگاه‌هایی که در آن بازی کرده‌است می‌توان به فیلادلفیا فلایرز و ادمونتون اویلرز اشاره کرد.